# 位格
位格（いかく）は、他者に対して区別される主体。また自己が成立つ個物のこと。特に、人に対しては人格という言い方がされる。

## 歴史
ラテン語でペルソナ（persona）、ギリシャ語でプロソポン（πρόσωπον）またはヒュポスタシス（υπόστασις）。
ギリシャ語の神学用語で、位格としてもっぱら使用されていたのは、ラテン語のペルソナに対応するプロソポンの方であった。またプロソポンは、本来「顔」また演劇に用いる仮面やキャラクターを意味し、一方、ヒュポスタシスは「実体」を意味するウーシア（ουσία）と同義として用いられていた。しかし、第1コンスタンティノポリス公会議で排斥されたサベリウス主義者がプロソポンを、三位一体の教理において「神が一人三役」という意味を表すために適用したため、代わりにヒュポスタシスが位格を表すために使用されるようになった。なお、ヒュポスタシスは「自立存在」と訳されるのが一般的である。